# Pigianós Kámbos
Pigianós Kámbos, en grec moderne : Πηγιανός Κάμπος, est un village du dème de Réthymnon, en Crète, en Grèce. Selon le recensement de 2011, la population de Pigianós Kámbos compte 279 habitants. Le village est situé à une altitude de 15 m et à 7 km de Réthymnon.